# Senegalesische Basketballnationalmannschaft der Damen
Die senegalesische Basketballnationalmannschaft der Damen ist die Auswahl senegalesischer Basketballspielerinnen, welche die Fédération Sénégalaise de Basket-Ball auf internationaler Ebene, beispielsweise in Freundschaftsspielen gegen die Auswahlmannschaften anderer nationaler Verbände, aber auch bei internationalen Wettbewerben repräsentiert. Mit zehn Titelgewinnen bei Afrikameisterschaften zwischen 1974 und 2009, einer Teilnahme an den olympischen Basketballwettbewerben 2000 sowie sieben Teilnahmen an Weltmeisterschaften ist die Nationalmannschaft die erfolgreichste des afrikanischen Kontinents. 1962 trat der nationale Verband dem Weltverband Fédération Internationale de Basketball (FIBA) bei. Im Juni 2014 wurde die Mannschaft auf dem 20. Platz in der Weltrangliste der Frauen geführt, zwei Plätze hinter der bestplatzierten afrikanischen Mannschaft aus Mali.

## Internationale Wettbewerbe

### Senegal bei Weltmeisterschaften
Die Mannschaft konnte sich bisher siebenmal für eine Weltmeisterschaft qualifizieren. Bestes Ergebnis ist dabei der 12. Platz bei der Weltmeisterschaft 1979. Nach dem dritten Platz bei der Afrikameisterschaft 2013 konnte sich der Senegal, erstmals seit 20 Jahren, nicht für das kommende Weltmeisterschaftsturnier 2014 qualifizieren.
| - 1975: 13. Platz - 1979: 12. Platz - 1990: 14. Platz - 1998: 14. Platz | - 2002: 15. Platz - 2006: 15. Platz - 2010: 16. Platz |

### Senegal bei Olympischen Spielen
Bisher gelang es der Mannschaft einmal sich für die olympischen Basketballwettbewerbe zu qualifizieren. Durch den Gewinn der Afrikameisterschaft 1997 nahm das Nationalteam am olympischen Basketballturnier 2000 in Sydney teil und belegte dort unter zwölf teilnehmenden Mannschaften den letzten Rang.

### Senegal bei Afrikameisterschaften
Die Mannschaft kann bei insgesamt 21 Austragungen 20 Teilnahmen an der Afrikameisterschaft vorweisen. Dabei konnte das Nationalteam zehnmal den Titel gewinnen, darunter zwischen 1974 und 1981 viermal in Folge, erreichte sechsmal die Silbermedaille und gewann dreimal Bronze. Die schlechteste Platzierung war der vierte (und letzte) Platz bei der ersten Afrikameisterschaft 1966.
| - 1966: 4. Platz - 1968: 2. Platz - 1970: 3. Platz - 1974: Afrikameister - 1977: Afrikameister - 1979: Afrikameister - 1981: Afrikameister - 1983: 2. Platz - 1984: Afrikameister - 1986: nicht qualifiziert - 1990: Afrikameister | - 1993: Afrikameister - 1994: 2. Platz - 1997: Afrikameister - 2000: Afrikameister - 2003: 3. Platz - 2005: 2. Platz - 2007: 2. Platz - 2009: Afrikameister - 2011: 2. Platz - 2013: 3. Platz |

### Senegal bei den Afrikaspielen
Die Damen-Basketballnationalmannschaft des Senegal gewann bei zehn Teilnahmen an den Wettbewerben der Afrikaspiele siebenmal den Titel, holte einmal Silber und erreichte zweimal die Bronzemedaille.
| - 1965: Gold - 1974: Gold - 1978: Gold - 1987: Bronze - 1991: Silber | - 1995: Gold - 1999: Gold - 2003: Bronze - 2007: Gold - 2011: Gold |

## Kader
| Spieler | Spieler         | Spieler           | Spieler | Spieler | Spieler  | Spieler                   |
| Nr.     | Name            | Geburt            | Größe   | Info    | Einsätze | Verein                    |
| ------- | --------------- | ----------------- | ------- | ------- | -------- | ------------------------- |
|         |                 | Guards (PG, SG)   |         |         |          |                           |
| 4       | Oumoul Thiam    | 03.02.1990        | 179     |         |          | Campus Promete Logroño    |
| 6       | Bintou Diémé    | 01.02.1984        | 167     |         |          | Tarbes Gespe Bigorre      |
| 7       | Fatou Dieng     | 18.08.1983        | 167     |         |          | ASC Ville de Dakar        |
| 8       | Diodio Diouf    | 15.12.1984        | 170     |         |          | USC Dakar                 |
|         |                 | Forwards (SF, PF) |         |         |          |                           |
| 5       | Aya Traoré      | 27.07.1983        | 183     |         |          | CB Conquero Huelva        |
| 9       | Lala Wane       | 15.07.1989        | 179     |         |          | US Poinçonnet             |
| 10      | Astou Traoré    | 30.04.1981        | 185     |         |          | Belfius Namur-Capitale    |
| 12      | Mame Marie Sy   | 25.03.1985        | 185     |         |          | ESB Villeneuve-d’Ascq     |
| 14      | Marie Rosché    | 10.08.1987        | 190     |         |          | Avenir Basket Chartres    |
|         |                 | Center (C)        |         |         |          |                           |
| 11      | Maïmouna Diarra | 30.01.1991        | 198     |         |          | CD Primeiro de Agosto     |
| 13      | Oumou Touré     | 18.02.1988        | 198     |         |          | Toulouse Métropole Basket |
| 15      | Aïda Fall       | 10.11.1986        | 193     |         |          | Nantes-Rezé Basket        |

| Trainer | Trainer         | Trainer          |
| Nat.    | Name            | Position         |
| ------- | --------------- | ---------------- |
| Senegal | Mamadou Gaye    | Cheftrainer      |
| Senegal | Parfait Adjivon | Assistenztrainer |

| Legende               | Legende            |
| Abk.                  | Bedeutung          |
| --------------------- | ------------------ |
| (C)                   | Mannschaftskapitän |
| Quellen               |                    |
| Ligahomepage          |                    |
| Stand: 5. August 2016 |                    |

| Legende               | Legende            |
| Abk.                  | Bedeutung          |
| --------------------- | ------------------ |
| (C)                   | Mannschaftskapitän |
| Quellen               |                    |
| Ligahomepage          |                    |
| Stand: 5. August 2016 |                    |